# St. Nikolaus (Kottenheim)

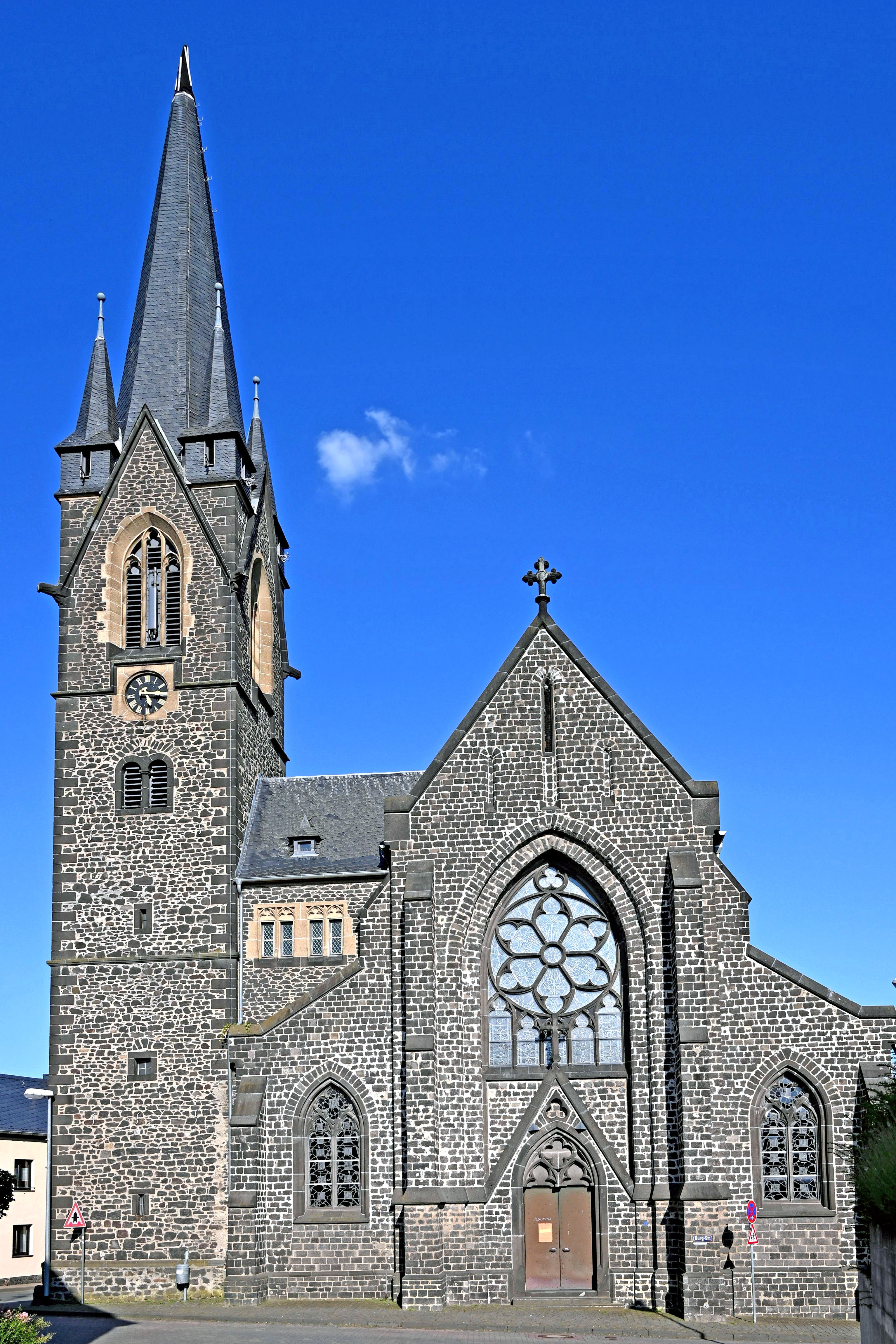
St. Nikolaus in Kottenheim

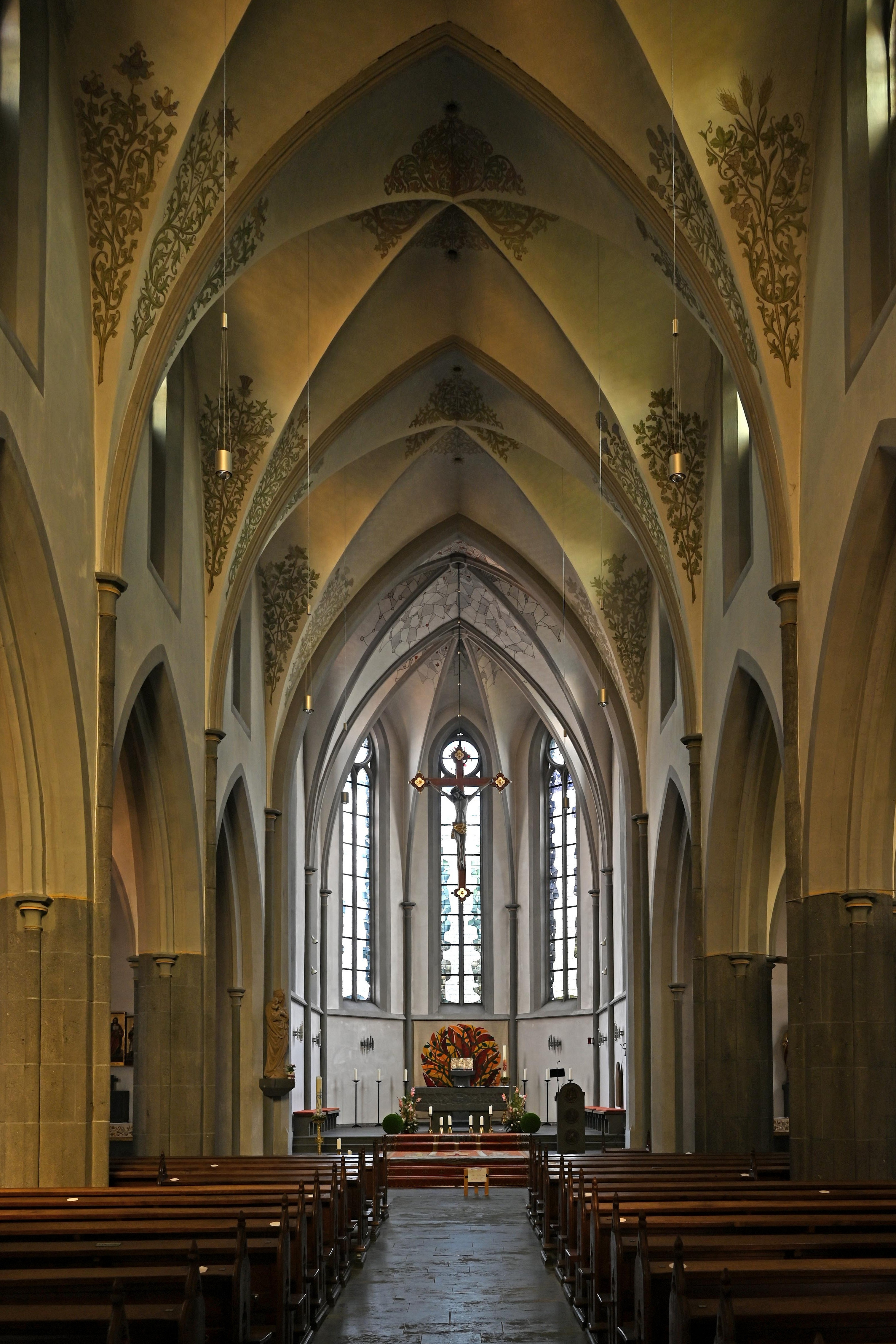
Kirchenschiff und Chor

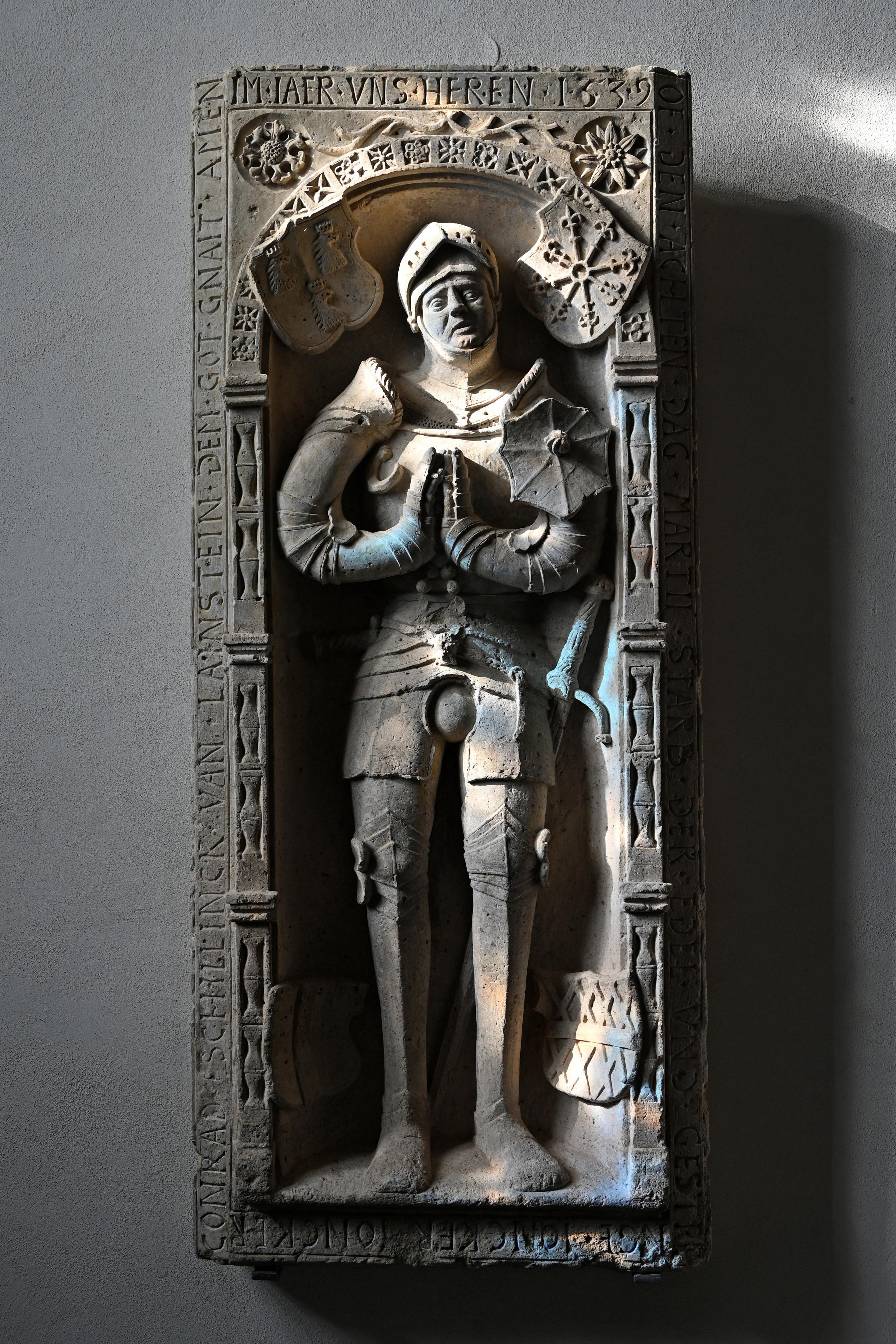
Epitaph des Junkers Schilling von Lahnstein

Die römisch-katholische Kirche St. Nikolaus ist die Pfarrkirche der Ortsgemeinde Kottenheim im Landkreis Mayen-Koblenz in Rheinland-Pfalz. Die Kirche ist dem hl. Nikolaus geweiht.

## Geschichte
1330 wird Kottenheim in der „Taxa generalis subsidorum cleri Trevirensis“, einer Aufzeichnung der Besitztümer des Bistums Trier, erstmals als Pfarrei des Landkapitels Ochtendung im Bistum Trier genannt. Als Patrone der Kirche sind aus der Zeit um 1650 der heilige Nikolaus und der heilige Castor überliefert. Zwischen 1802 und 1824 gehörte die Pfarrei vorübergehend zum Bistum Aachen. Seit 1827 gehört sie zum Dekanat Mayen und seit 2004 zum Dekanat Mayen-Mendig. Für das Jahr 1327 ist mit Konrad der erste Geistliche in Kottenheim überliefert.

## Beschreibung
Wann und wie oft gebaut wurde, ist nicht bekannt. Eine erste Kirche wird für das Jahr 1330, weitere Bauten werden für 1406 und 1519 angenommen. 1772 wurde der Turm errichtet.
Die alte Kirche wurde 1853 geschlossen, weil sie baufällig geworden war, und 1854 bis auf den Turm vollständig niedergelegt. Nach den Plänen des Architekten Vincenz Statz wurde 1854 bis 1857 eine dreischiffige neugotische Basilika in Anlehnung an Formen der Kölner Minoritenkirche errichtet. Am 24. September 1857 konsekrierte Bischof Wilhelm Arnoldi die heutige Kirche.
Bei Arbeiten in der Kirche wurden 1901 etwa 20 Gräber mit teilweise beschrifteten und ornamentierten Grabplatten gefunden. Hiervon sind zwei Steinplatten erhalten geblieben, die heute den Fußboden in der Kreuzkapelle auf dem alten Friedhof bilden. Der Kirchturm wurde 1904 nach Plänen des in Kottenheim geborenen Architekten Caspar Clemens Pickel aufgestockt.
In den Jahren 1959 bis 1961 wurde die Kirche einer umfassenden Neugestaltung unterzogen. 1991 wurde der Innenraum renoviert. Im Jahr 1997 wurde der Kirchturm saniert und 2005 erfolgte eine umfangreiche Sanierung des Dachstuhls. 2013 wurde die gesamte Kirchenfassade ausgebessert und die Sakristei grundlegend renoviert.

## Ausstattung
Die Innenausstattung stammt aus verschiedenen Jahrhunderten.
Drei barocke Altäre zu Ehren des hl. Nikolaus, der hl. Anna und des hl. Antonius existieren nicht mehr. Der heutige Altar aus Basalt von 1961 stammt von dem Bildhauer Erich Moog aus Kottenheim. Aus dem gleichen Jahr sind die Seitenaltäre zu Ehren des hl. Nikolaus und des hl. Antonius sowie der Sakramentsaltar.

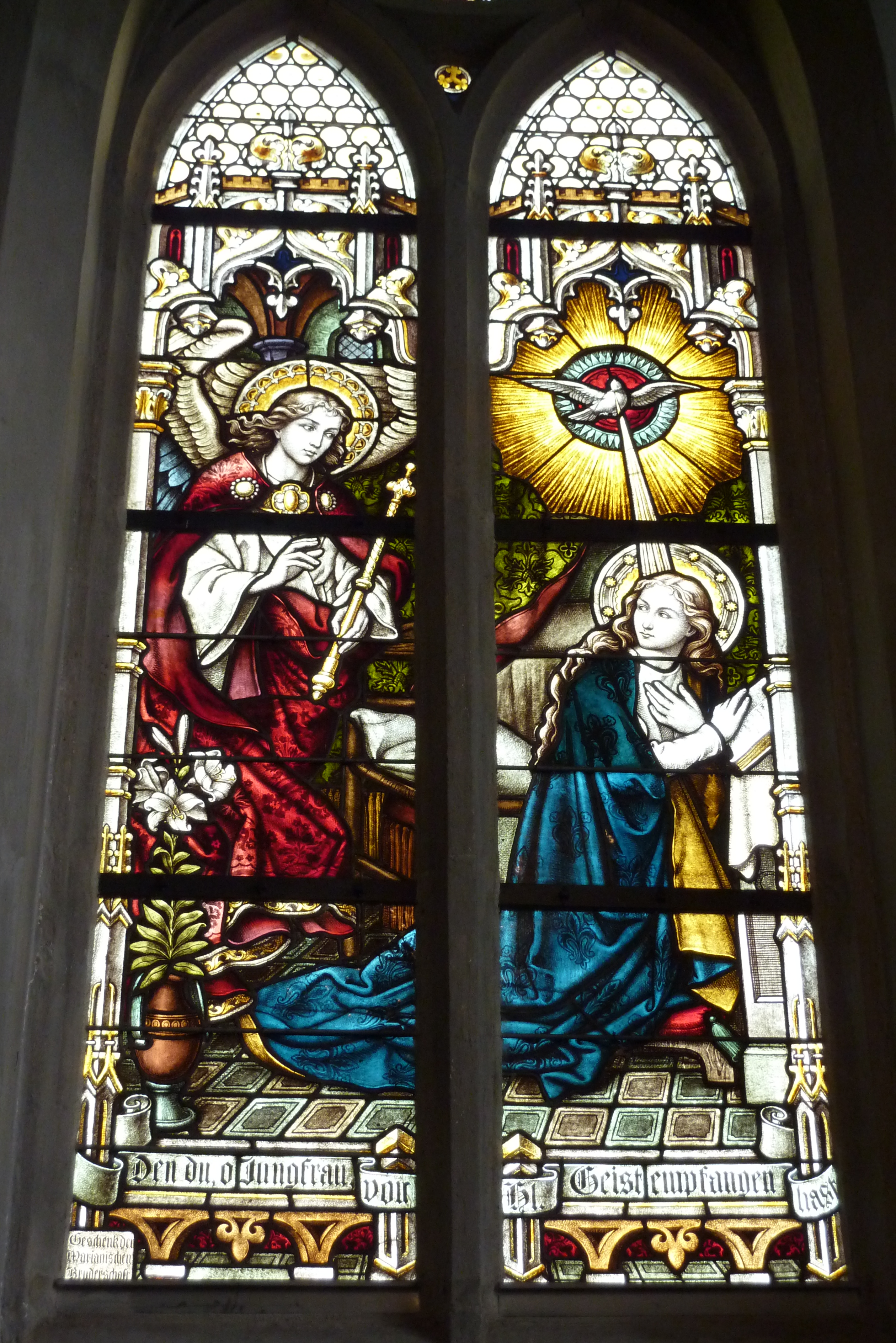
Fenster mit der Darstellung der Verkündigung

Die beiden vorderen Bleiglasfenster der Seitenschiffe sind aus dem 19. Jahrhundert. Die übrigen Fenster sind von 1906 und stammen von der Glasmalerei Oidtmann aus Linnich; ebenso das Rosettenfenster von 1910 über dem Hauptportal. Die Chorfenster von 1962 wurden von Paul Weigmann entworfen.
Die farbigen Ornamente im Deckengewölbe sind von 1910.
Das Epitaph von 1539 aus Tuffstein stellt den Junker Konrad Schilling von Lahnstein dar. Es zeigt den Junker, gepanzert und mit Helm auf dem Kopf, der in den gefalteten Händen einen Rosenkranz hält. Das Epitaph wurde 2012 bis 2014 aufwendig restauriert. 
Der Korpus der Christusfigur am Kreuz im Chorraum stammt aus dem 15. Jahrhundert. Eine Inschriftentafel von 1708 gibt den Stiftungsakt einer Frühmesse mit 2000 Talern durch den in Kottenheim geborenen Pfarrer Nikolaus Müllenbach wieder. Ein Basaltkreuz von 1690 auf dem alten Friedhof erinnert an seine Eltern und seinen Bruder Friedrich. Ein weiteres Kreuz von 1689 ist erhalten geblieben. Das Taufbecken von 1749 ist aus braunem Lahnmarmor gefertigt, 1,05 Meter hoch. Ein barockes Ölbild des Malers Heinrich Alken stammt aus dem Jahr 1780; es zeigt den heiligen Petrus.
Die Pietà stammt aus der Mitte des 19. Jahrhunderts. Die Marienfigur am Choreingang ist aus heimischem Tuffstein gearbeitet. Die Figuren des hl. Nikolaus und des hl. Antonius kamen 1961 in die Kirche.
Die fünf Halbreliefs von Christus und den Evangelisten aus der alten Kanzel von 1901 kommen aus Tirol. Die Beichtstühle sind von 1903. Der Tabernakel ist um 1960 gearbeitet worden. Die 14 Kreuzwegstationen aus Bronzeguss von 1962 stammen von Erich Moog. Der Chorteppich von 1970, gefertigt von der Union-Teppich-Fabrik in Mayen, stellt den hl. Nikolaus, den hl. Castor und den hl. Antonius dar. Der gewebte Wandteppich „Der brennende Dornbusch“ von 1997 stammt von der Benediktinerinnen-Abtei Mariendonk.

### Glocken
Das ursprüngliche Glockengeläut aus dem 15. Jahrhundert wurde 1895 ersetzt. Kriegsbedingt erhielt die Kirche 1917 und 1952 neue Glocken. Beim Läuten der Kirchenglocken traten Schwingungen auf, welche die Statik des Kirchturms gefährdeten. Daher wurde 1997 ein neues, siebenstimmiges Glockengeläut von der Gießerei Carl Metz aus Karlsruhe aus drei großen Glocken (Paternoster-Motiv) und vier Zimbelglocken (Salve-Regina-Motiv) eingeweiht. Die Nikolaus-Glocke von 1952 steht heute auf dem Kirchengelände.

### Orgel
Eine Orgel von 1859, wahrscheinlich von dem Orgelbauer Ludwig Hündl aus Linz am Rhein, wurde 1992 ersetzt. Die neue Orgel verfügt über 29 Register und stammt von dem Orgelbauer Lothar Simon aus Muddenhagen.

## Pfarreiengemeinschaft
St. Nikolaus gehört zusammen mit St. Cyriakus (Niedermendig), St. Genovefa (Obermendig), St. Florinus (Bell), St. Maximin (Ettringen) und St. Johannes Ap. (Thür) zur Pfarreiengemeinschaft Mendig.

## Denkmalschutz
Die Pfarrkirche St. Nikolaus ist ein geschütztes Kulturdenkmal nach dem Denkmalschutzgesetz von Rheinland-Pfalz (DSchG) und in der Liste der Kulturdenkmäler in Kottenheim eingetragen.